# 遠藤徹
遠藤 徹（えんどう とおる、1961年 - ）は、日本の著作家、英文学者。同志社大学教授。グローバル地域文化学部長(2020､2021年度）。兵庫県生まれ。

## 経歴
東京大学文学部英米文学科・農学部農業経済学科卒業、早稲田大学大学院文学研究科英文学専攻博士課程満期退学。定時制高校の教師、大学非常勤講師などをへて、同志社大学グローバル地域文化学部助教授をへて教授として英語／文化論を講じる。研究テーマはプラスチック・カルチャー、食文化、モンスターなど多岐にわたる。
20代の定時制高校の教員時代にはライター業も行っており、小説の執筆、投稿も行っていたが受賞には至らなかった。39歳のときに研究の傍ら小説を再開し、あついすいか名義で応募した短編小説「姉飼」で第10回日本ホラー小説大賞を受賞、他に「弁頭屋」など。「麝香猫」で第35回川端康成文学賞候補。
専門分野の著作に『ポスト・ヒューマン・ボディーズ』『プラスチックの文化史』『スーパーマンの誕生』『ゾンビと資本主義』などがある。

## 著作

### 評論
- 『事典・アメリカで活きる資格オールガイド』（中央経済社、1997年）
- 『溶解論―不定形のエロス』（水声社、1997年）
- 『ポスト・ヒューマン・ボディーズ』（青弓社、1998年）
- 『プラスチックの文化史―可塑性物質の神話学』（水声社、2000年）
- 『ケミカル・メタモルフォーシス』（河出書房新社、2005年）
- 『スーパーマンの誕生：KKK,自警主義、優生学』（新評論、2017)
- 『バットマンの死：ポスト9/11のアメリカ社会とスーパーヒーロー』(新評論、2018)
- 『ゾンビと資本主義—主体/ネオリベ/人種/ジェンダーを超えて』（工作舎､2022)

### 中短編小説集
- 『姉飼』（角川書店、2003年 / 角川ホラー文庫、2006年）
- 『弁頭屋』（角川書店、2005年） / 壊れた少女を拾ったので （改題、角川ホラー文庫、2007年）
- 『くくしがるば』（角川書店、2007年）　/ おがみむし（改題、角川ホラー文庫、2009年）
  - くくしがるぱ（中編）
  - おがみむし
- 『むかでろりん』（集英社、2007年）
- 『ネル』（想像力の文学、早川書房、2009年）
- 『戦争大臣』（角川ホラー文庫）
  1. 　嘲笑する虐殺者 （2010年1月）
  2. 　天鵞絨の死 （2011年3月）
  3. 　吸血博士 （2011年5月）
- 『贄の王』（未知谷、2014年）
  - まーやー（『新潮』2006年4月）
  - くれーしゃー（『新潮』2006年12月）
  - 麝香猫（『新潮』2008年12月号）
  - 贄の王

- 『極道ピンポン』(五月書房新社、2018年)
- 『七福神戦争』(五月書房新社、2018年)
- 『幸福のゾンビ　ゾンビ短編集』(金魚屋プレス､2022)

### 単行本未収録小説
- まくらぶね （『小説宝石』2007年2月号）
- 殴られ様 （『小説宝石』2007年5月号）
- 御伽話 （『小説宝石』2009年2月号）
- なまごみ （『異形コレクション38巻 心霊理論』）
- 嘴と痣 （『異形コレクション39巻 ひとにぎりの異形』）
- はだかむし （『異形コレクション41巻 京都宵』）
- 蛇口 （『SFマガジン』2009年5月増刊号『Strange Fiction』、早川書房、2009年3月）

### 翻訳
- エドワード・ペイソン・エヴァンズ『殺人罪で死刑になった豚 動物裁判にみる中世史』（青弓社、1995年）
- スティーヴン・バン編『怪物の黙示録 『フランケンシュタイン』を読む』（青弓社 1997年）
- マーク・ジャンコヴィック『恐怖の臨界 ホラーの政治学』（青弓社 1997年）
- デイヴィッド・J・スカル、エリアス・サヴァダ『『フリークス』を撮った男 トッド・ブラウニング伝』（河原真也、藤原雅子共訳、水声社、1999年）